# Borys Fiłatow
Borys Albertowycz Fiłatow, ukr. Борис Альбертович Філатов (ur. 7 marca 1972 w Dniepropetrowsku) – ukraiński polityk, prawnik i przedsiębiorca, poseł do Rady Najwyższej, od 2015 prezydent Dniepru.

## Życiorys
Ukończył historię i prawo na Dniepropetrowskim Uniwersytecie Państwowym, uzyskał stopień kandydata nauk w zakresie prawa w Odeskiej Akademii Prawniczej. Pracował jako nauczyciel akademicki, uzyskał uprawnienia adwokata, zajmował się doradztwem prawnym m.in. w przedsiębiorstwach kontrolowanych przez Ihora Kołomojskiego. Od 2005 do 2010 prowadził własny program w telewizji 9 Kanał należącej do grupy Prywat, następnie w jednej z regionalnych stacji telewizyjnych.
W marcu 2014 został pełniącym obowiązki wicegubernatora, a w maju tegoż roku wicegubernatorem w Dniepropetrowskiej Obwodowej Administracji Państwowej (urząd gubernatora sprawował wówczas Ihor Kołomojski). W wyborach w październiku 2014 uzyskał mandat posła do Rady Najwyższej.
Współtworzył następnie partię UKROP. W 2015 został wybrany na urząd prezydenta ówczesnego Dniepropetrowska, pokonując w drugiej turze głosowania Ołeksandra Wiłkuła. W 2020 z powodzeniem ubiegał się o reelekcję.
Jest żonaty, ma dwie córki. Odznaczony Orderem „Za zasługi” III klasy (2014).